# Rindermarktbrunnen
Der Rindermarktbrunnen ist eine moderne Brunnenanlage in der historischen Altstadt von München. Er wurde 1964 von dem Münchener Bildhauer und Akademieprofessor Josef Henselmann im Zuge der baulichen Neugestaltung des Rindermarktes geschaffen.
Die Brunnenanlage hat Günther Henle, damals Leiter der Klöckner-Unternehmungen gestiftet.
Henselmann griff mit seinem Entwurf die historische Funktion des Platzes als Viehhandelsplatz und Rindertränke auf, die bis in das 19. Jahrhundert bestand. Auf dem leicht abschüssigen Gelände schuf er aus Tessiner Macchia-Gneis eine terrassierte Brunnenlandschaft. Das unregelmäßig geformte Brunnenbecken im Zentrum der Anlage imitiert dabei die Idee einer natürlichen Wasserlache.
Oberhalb der Treppenstufen wird der Brunnen von einer mächtigen Bronzegruppe gekrönt. Sie zeigt drei Rinder, die von dort auf die sich am Brunnen ausruhenden Menschen herabschauen. Etwas abseits auf einer Stützmauer sitzend die Steinfigur eines wachenden Hirten.